# Vĩnh Châu, Hồ Nam
Vĩnh Châu (tiếng Trung: 永州市 bính âm: Yǒngzhōu Shì, Hán-Việt: Vĩnh Châu thị) là một địa cấp thị của tỉnh Hồ Nam, Trung Quốc.

## Hành chính
- Quận Lãnh Thủy Than (冷水滩区)
- Quận Linh Lăng (零陵区)
- Thành phố cấp huyện Kỳ Dương (祁阳市)
- Đông An (东安县)
- Đạo (道县)
- Ninh Viễn (宁远县)
- Giang Vĩnh (江永县)
- Lam Sơn (蓝山县)
- Tân Điền (新田县)
- Song Bài (双牌县)
- Huyện tự trị Dao tộc Giang Hoa (江华瑶族自治县)

| Bản đồ                                                                                                 |
| --- |
| Linh Lăng Lãnh Thủy Than Kỳ Dương Đông An Song Bài Đạo Giang Vĩnh Ninh Viễn Lam Sơn Tân Điền Giang Hoa |

## Thành phố kết nghĩa
- Nuwara Eliya, Sri Lanka[1]